# Gunnedah Shire
Gunnedah Shire är en kommun i Australien. Den ligger i delstaten New South Wales, i den sydöstra delen av landet, omkring 330 kilometer norr om delstatshuvudstaden Sydney. Antalet invånare var 12 215 vid folkräkningen 2016.
Följande samhällen finns i Gunnedah:
- Gunnedah
- Curlewis
- Carroll
- Kelvin
- Mullaley
- Breeza